# Lígur
|  | Per a altres significats, vegeu «Lígur (desambiguació)». |

|  | No s'ha de confondre amb Lígur antic. |

El lígur és una llengua romànica, consistent en un grup de dialectes parlats a Ligúria, regió situada administrativament al nord de la República Italiana, al sud del Piemont, a Carloforte i a Calasetta (Sardenya), i en algunes zones de costa mediterrània francesa i Mònaco.
La regió té uns 2 milions d'habitants, però els parlants nadius solen ser gent major, com la majoria de llengües pròpies d'Itàlia. El dialecte genovès, parlat a Gènova i voltants, és el més destacat per raons històriques, per la presència de la República de Gènova en tot el Mediterrani i per la importància de la seva literatura, que existeix des del segle xiii. Del dialecte d'aquesta llengua parlat a Mònaco, se'n diu monegasc; mentre que el dialecte tabarquí es parla a les illes de l'arxipèlag del Sulcis, al sud de Sardenya. El lígur és també la llengua històrica de Bonifacio, Ajaccio i Calvi (Còrsega).

## Classificació
Avui dia el lígur és considerada una llengua gal·lo-itàlica. Bernardino Biondelli, però, no el va incloure com a tal al seu fundacional Saggio sui dialetti Gallo-italici. Això és degut al fet que el lígur es caracteritza, al contrari del piemontès, el llombard i l'emilià-romanyol, pel manteniment de les vocals àtones a final de paraula i en mig de paraula en posiciò pretònica. La llengua lígur presenta, al contrari, una forta tendència a perdre consonants intervocàliques.

## Història
Paral·lelament a l'evolució lingüística interna, que mostra l’alternança en el període de diferenciació per fases d’obertura cap al nord, seguides de fases d'orientació cap al sud (coincidint amb la resistència romana d'Orient a l'expansió llombarda entre els segles VI i VII), un aspecte constitutiu de la personalitat actual de la llengua lígur ve donat per les conseqüències de la primera expansió polític-comercial de la República de Gènova a l’ultramar, fins i tot més que Venècia. Interessada en el control d’un important sector del seu rerepaís, Gènova, després d'unificar la llarga regió, l'arc de ribera i més enllà, va resultar que els models culturals i lingüístics del nord no foren prou atraïents, fins al punt de marca una diferencialitat ètnica respecte els llombards, comunament representat a la literatura medieval.
Així doncs, la dinàmica d’expansió mediterrània va introduir, primerencament, a llengües genoveses o lígurs, una sèrie d’elements lèxics d’orígens diversos que van contribuir decisivament al desenvolupament d’una personalitat lingüística autònoma respecte el fons. Al mateix temps, la connexió directa amb la Toscana eludia la participació de la zona de Ligúria en els models del koinè nord-italià, aïllant Gènova, i la Riviere també, dels processos evolutius més recents en el context gal·lo-italià. Llengua del mar com poques altres, el lígur va deixar una quantitat considerable de préstecs a les llengües amb les quals ha tingut un contacte més llarg i durador, com el cors, però també a diverses llengües orientals, com el castellà, el francès i, per descomptat, l'italià, que ha manllevat una part important del seu lèxic del marinaresc genovès (paraules com scoglio, cable, gassa, bolentino, entre d'altres, són de derivació lígura).
També s'ha de considerar que els genovesos van gaudir d’un considerable prestigi per tindre una "llengua comercial" a l’època medieval i moderna, i la llengua s'estengué durant molt de temps als grans ports de la Mediterrània oriental i occidental, així com les costes atlàntiques americanes; no només les colònies comercials genoveses, des de Pera a prop de Constantinoble fins a Caffa a Crimea, van ser testimoni d'aquesta expansió lingüística (puntualment traçable als documents). Fins i tot, a mitjan segle xix, els genovesos van tenir un paper destacat en els contactes comercials entre operadors locals i europeus, per exemple a Tunis, i va estar el llenguatge tècnic de navegació al llarg del riu de la Plata a Argentina. Aquesta difusió va tenir com a reflex intern un creixement del genovès com a llengua escrita des de finals del segle xiii.
Els documents oficials redactats en llengua vernacla genovesa apareixen amb una freqüència creixent entre els segles XIV i XV, i només a partir de mitjan s.XVI es pot parlar d’una substitució generalitzada de l’italià en usos escrits (on, però, sempre va prevaldre el llatí). D’aquesta manera, els genovesos van acabar representant un element caracteritzador de la representació retòrica de la “diversitat” genovesa, denunciada per Dante a la Divina Comèdia però assumida per la classe dirigent local com la força de la seva pràctica política: les peculiaritats institucionals de la República, sobretot a partir del 1528, estaven estretament relacionades amb l'ús d'una llengua que els humanistes italians, com Varchi, definien com a "bàrbara" i "diferent de tots els altres", però que per això mateix els intel·lectuals locals, com Paolo Foglietta, no es va deixar de promocionar com una expressió original d’un sentiment de pertinença.
La relació entre llengua i identitat es va fer particularment evident entre els segles XVII i XIX, primer en una controvèrsia amb l’italià i l'espanyol florentins, llengües “estrangeres” rebutjades per una part de l’aristocràcia local, després com a element de cohesió interclasista durant la guerra d'alliberament de l'ocupació austro-piemontesa de 1745-1748.
A diferència dels estats veïns de Savoia, l’italià mai no va tenir prerrogatives oficials durant l’Antic Règim. Amb l’ocupació piemontesa (1815), el seu ús públic va influir profundament en el prestigi dels genovesos. relegat al rang de llenguatge tècnic de la navegació i el comerç, així com, per descomptat, la llengua pròpia; la reacció autonomista es va desenvolupar sobretot abans que la proclamació del Regne d’Itàlia (1861) fes ús dels genovesos com a antimonàrquics. Restres significatives d’aquesta actitud, que va confirmar el vincle essencial entre identitat lingüística i sentit de pertinença, es trobaran en la pràctica dels escriptors actius fins les primeres dècades del segle xx. Des de llavors, la decadència dels dialectes lígurs pateixen pràciques similars als que caracteritzen la progressiva disminució del prestigi de les diferents llengües pròpies d'Itàlia.
La legislació regional en matèria lingüística és una de les més endarrerides i les activitats de promoció i millora del patrimoni lingüístic continuen essent confiades actualment a iniciatives voluntàries, no sempre fonamentades en una preparació científico-cultural adequada.

## Característiques
Trets en comú amb les altres llengües gal·lo-itàliques:
- Presència de la vocal tancada anterior arredonida [y] i la vocal semitancada anterior arredonida [ø], com en piemontès, llombard i part de l'emilià però absents a la franja central emiliana i en romanyol: Lùnn-a 'lluna'; Ti ti veu '(tu) vols'[8]
- La lenició de consonants sordes intervocàliques -el fenomen és dut fins a l'extrem a algunes varietats lígurs, on consonants com D o L acaben desapareixent. En el cas concret del genovès la desaparició de consonants ha provocat la modificació del so resultant de les vocals en contacte: Marina ➔ mænn-a
- Tendència a evitar el gerundi substituint-lo amb l'ús d´adverbis (Apreuvo, Derê) + infinitiu: Genovès Son apreuvo a fâ 'estic fent'
- Ús extens, menys en monegasc, dels anomenats pronoms subjecte clítics, com en totes les llengües gal·lo-itàliques -i també en vènet i varietats toscanes-: Obligatoris per la segona persona singular i les terceres persones singulars en genovès: O/A mangia '(ell/ella) menja'; també a la tercera plural en varietats de Ponent: ventimigliès I mangia '(ells) mengen'; i extensiu a totes les persones en altres varietats (el pronom A per les primeres i la segona plural en sanremasc, per exemple). En canvi en lígur, al contrari de la resta de llengües gal·lo-itàliques (i del vènet), és residual l'ús dels clítics posposats al verb en les frases interrogatives: Genovès Cöse ti veu? 'què vols' enfront de, per exemple, parmigià Có vót? A algunes varietats lígurs es fa servir també un pronom clític a les frases impersonals o amb subjecte posposat. Fins i tot les que no tenen aquest clític, impersonalitzen la frase posant el verb en singular: Genovès Vegne i figeu 'venen (literalment Ve) els nens'.
- La velarització d'N final i N després de vocal en [ŋ].

Trets que diferencien el lígur de les altres llengües gal·lo-itàliques:
- Palatalització extrema dels conjunts consonàntics llatins  bl-, fl- i pl-: Giànco 'blanc'; Sciô 'flor'; Ciànta 'planta', que l'apropen més a dialectes meridionals. Altres nexes llatins poden donar diferents graus de palatalització: al genovès Vegio 'vell' correspon el ventimiglès Veciu; Gen. Fìggio 'fill', Vent. Fìgliu
- Fort rotacisme que afecta la consonant L: per exemple en el pas de l'article Lo a Ro o La a Ra i, per afebliment posterior, a O/A (forma també del pronom clític subjecte de tercera persona singular).
- Manteniment, com en toscà, de les vocals finals en noms masculins -però no quan la darrera consonant és -l-, -n- o -r-: Gàtto/Gatti 'gat/gats' -però genovès Cansón/Cansoìn 'cançó/cançons'
- Negació preverbal, en contrast amb el predomini dels adverbis de negació postverbals en piemontès, llombard o emilià (Nen, No, Mi(g)a, Brisa.)

## Divisió dialectal

Confí oriental de les parles lígurs: detall sobre la zona de transició dels dialectes parlats a la província de La Spezzia.
Varietat genovesa.
Transició entre especí i genovés.
Dialecte especí.
Transició entre especí i lugianés.
Dialecte lugianés (del troc emilià-romanyol).

Dialectes lígurs en França i a Mònaco. El dialecte figun fou estingit en la primera meitat del s.XX.
Figun (Alpes-Maritimes)
Figun (Var)
Roiasc
Tendasc (subvarietat del roiasc)
Brigasc (subvarietat del roiasc)
Monegasc
Bonifací

Els dialectes ligurs son un grup substancialment unitari, malgrat el fraccionament territorial, gràcies a la gran influència de Gènova en la major part del domini. Açò ha marginat, per una banda, els dialectes més excèntrics, com l'arcaic d'Alpi Marittime (dialecte brigasc) o el de Cinque Terre, en alguns la conservació és testimoniada alhora amb el dialecte urbà. Per exemple, la [ɹ] palatal cau en la variant ilustre a partir del s.XVIII i encara és present en moltes varietats de la Riviera di Ponente, i el so [ts] i [dz] del genovés medieval es manté en algunes àrees muntanyoses. Més enllà de la influència genovesa, alguns elements de diferenciació interna son comuns des d'antic: l'àrea occidental fa ['speʎu], Taggia inclosa; en canvi, degut a un continuum, l'evolució del llatí -LI- és [ʤ] a la zona oriental, fins Finale Ligure.
Sobre la base d'aquestes i d'altres diferències, és comú classificar els dialectes ligurs segons el seüent esquema:
- Lígur oriental, des del confí oriental de la Ligúria fins Llevant, per la costa (amb l'àrea particularment conservadora de Cinque Terre, on la parla és peculiar per la influència genovesa i especina), i fins Brugnato (SP). El dialecte del centre urbà d'A Spezia (especí), a més de la forta influència del flux migratori extern, presenta característiques del confí entre l'àrea lígur a la qual pertany i de Lunigiana. La Vall de Vara mostra concordància amb el lunigianés, sempre major cap al sud-est. Així mateix, el canvi per l'eix nord-oest va trobant cada vegada més influències genoveses: Sesta Godano és qui marca una divisòria lingüística entre les dues varietats fonètic-lèxiques.
- Lígur genovés, de Bonassola a Capo Noli, amb l’interior corresponent per sota de la conca de l’Apenní i els apèndixs de la Vall de Scrivia; és la varietat més estesa i parlada, reconeguda com a "il·lustre".
- Lígur centre-occidental, de Finale Ligure a Taggia.
- Lígur occidental de Taggia a Monaco (monegasc).
- Lígur alpí (o roiasc), a les zones muntanyoses al nord del cinturó occidental, amb característiques conservadores; el dialecte brigasc de Realdo, Verdeggia i Olivetta San Michele, a la província d’Imperia, així com el de la Briga Alta (CN), pertanyen a aquesta subvarietat i la seva atribució a l'occità està instrumentalment lligada a l’accés als fons de la llei 482 en matèria de minories lingüístiques històriques. El dialecte Ormeasc també pertany a la família dels dialectes ligurs alpins.
- Lígur del l'Oltregiogo per sobre de la conca hidrogràfica, amb característiques de transició cap al piemontès (Oltregiogo occidental, que correspon a la vall de Bormida i l'àrea entre Sassello i Ovada), llombard (Oltregiogo central, amb centre a Novi Ligure, on es parla novès) i emilià (Oltregiogo central amb la Val Staffora i l'est Oltregiogo, de la vall de Trebbia a la vall del Taro);
- El Lígur colonial no es constituïx com un grup, segons la definició convencional com si ho és el tabarquí, però és substancialment proper al genovés rústic. L'ajaccià i el bonifacià representen una evolució autònoma dels dialectes ligurs orientals originaris dels colons, amb influència del genovés urbà.

Dins d’aquestes agrupacions també hi ha diferències substancials, però en general els dialectes lígurs segueixen sent clarament reconeixibles en el seu conjunt i es caracteritzen per una forta unitat lèxica, la qual cosa afavorix la intercomprensió; el grup genovès és, però, el més compacte, fins i tot si les diferències geodialectals i d’ordre de registre sociolingüístic (rústic, popular, variants burgeses urbanes, etc.) tenen la seua pròpia importància .

## Fonologia

### Consonants
|            |           | Labials | Alveolars | Postalveolars | Palatals | Velars |
| ---------- | --------- | ------- | --------- | ------------- | -------- | ------ |
| Nasals     | Nasals    | m       | n         |               | ɲ        | ŋ      |
| Plosives   | sordes    | p       | t         |               |          | k      |
| Plosives   | sonores   | b       | d         |               |          | g      |
| Africades  | sordes    |         | (t͡s)      | t͡ʃ            |          |        |
| Africades  | sonores   |         | (d͡z)      | d͡ʒ            |          |        |
| Fricatives | sordes    | f       | s         | ʃ             |          |        |
| Fricatives | sonores   | v       | z         | ʒ             |          |        |
| Vibrants   | sordes    |         | r         |               |          |        |
| Vibrants   | sonores   |         |           |               |          |        |
| Proximals  | Proximals |         | l         |               | j        | w      |

### Vocals
|                | Anteriors   | Anteriors | Centrals | Posteriors |
| No arredonides | Arredonides |           | Centrals | Posteriors |
| -------------- | ----------- | --------- | -------- | ---------- |
| Tancades       | i • i:      | y • y:    |          | u • u:     |
| Semitancades   | e • e:      | ø • ø:    |          | (o • o:)   |
| Semiobertes    | ɛ • ɛ:      |           |          | ɔ • ɔ:     |
| Obertes        |             |           | a • a:   | (ɒ • ɒ:)   |

Quadre de les vocals possibles amb el seu punt d'articulació. Quan emparellades, la vocal de la dreta representa l'arredonida i la de l'esquerra la no-arredonida

En principi, totes les vocals poden ser llargues en posició tònica i poden escriure's de diferents formes segons l'ortografia. La vocal oberta posterior arredonida «ɒ» és present només a certs dialectes en posició tònica i, normalment, substituïx la vocal oberta central no arredonida /ä/, escriptura la qual és simplificada a /a/ en certs contextos com el lígur o el català, del dialecte genovés. La vocal semitancada posterior arredonida «o», en canvi, substituïx les seues variacions: semioberta /ɔ/ al tabarquí i tancada /u/ a l’especí.

## Alfabet
No hi ha una ortografia acceptada per a tota la llengua. El genovés, dialecte de prestigi, en té dues de principals: la grafia unitària (grafia unitäia), adoptada per mitjans de comunicació genovesos -incloent la columna genovesa del diari més gran de Ligúria, Il Secolo XIX- així com per cert nombre d'editorials i projectes acadèmics, i la grafia oficial (grafia ofiçiâ), defesa per l'associació cultural A Compagna i l'Académia Lingùstica do Brénno. Les principals diferències romanen en l'ús de diacrítics i consonants dobles. L'alfabet lígur està basat en l'alfabet llatí, i consistix de 29 lletres i dígrafs:
| Lletra  | IPA       | So similar                | Exemples                                         |
| ------- | --------- | ------------------------- | ------------------------------------------------ |
| A a     | /a/       | casa                      | cassa (cullerot)                                 |
| Æ æ     | /ɛ:/      | cel (però llarga)         | çitæ (ciutat)                                    |
| B b     | /b/       | barca                     | barba (oncle)                                    |
| C c     | /k; ʧ/    | cap, panxa                | chinze (quinze) cêuve (plou)                     |
| Ç ç     | ☢/s/      | saber                     | naçión (nació)                                   |
| Cs cs   | /ks/      | exacte                    | bòcs (caixa)                                     |
| D d     | /d/       | dau                       | demôa (divertiu-vos)                             |
| E e     | /e; ɛ/    | element, verd             | métte (fica) vèrde (verd)                        |
| Eu eu   | /ø/       | deux (francés)            | figeu (fill)                                     |
| F f     | /f/       | fantasia                  | fanfarónn-a (fanfarrona)                         |
| G g     | /g; dʒ/   | gat, gelat (occ.)         | gælo (clau) gêxa (església)                      |
| H h     |           |                           | quarche (alguns)                                 |
| I i     | /i/       | illa                      | scrìpixi (grills)                                |
| J j     | /j/       | caixa                     | mangjâ (menjaré)                                 |
| L l     | /l/       | lateral                   | lalla (tia)                                      |
| M m     | /m/       | menta                     | muro (cara)                                      |
| N n     | /n; ŋ/    | nano, blanc               | prexonê (presoner) bibìn (titot) stanco (estanc) |
| O o     | /u; ɔ/    | nuvol, home               | fìgo (figa) propòsta (proposta)                  |
| P p     | /p/       | polvere                   | pægio (el mateix)                                |
| Qu qu   | /kw/      | quadre                    | quæxi (quasi)                                    |
| R r     | /r/       | ratolí                    | ratelâ (barallar-se)                             |
| S s     | /s; z/    | salt, casa                | resâto (espant) scàgno (oficina)                 |
| Sc sc   | /sk; ʃ/   | prefierisc, Xàbia         | scentâ (desaparèixer)                            |
| Scc scc | /ʃʧ/      | прощание/proščanije (rus) | sccetto (clar)                                   |
| T t     | /t/       | tambor                    | tezoie (tissores)                                |
| U u     | /y; w; ɥ/ | über (alemany), huit      | ruménta (brossa) lampuin (fanals)                |
| V v     | /v/       | vers (sud-occ.)           | vexin (veí)                                      |
| X x     | /ʒ/       | jardí (ori.)              | xatta (plat fons)                                |
| Z z     | /z/       | camisa                    | zeneize (genovés)                                |

Hi ha quatre símbols diacrítics:
- L'accent agut (´) pot emprar-se per a la E i la O per a representar els sons /e/ i /u/.
- L'accent greu (`) pot emprar-se en les vocals tòniques À /a/, È /ɛ/, Ì /i/, Ò /ɔ/ i Ù /y/.
- L'accent circumflex (ˆ) pot emprar-se per a les vocals llargues Â /aː/, Ê /eː/, Î /iː/, Ô /uː/, i Û /yː/ a final de paraula, segons l'ortografia oficial de l'Académia Lingùstica do Brénno.[9]
- La dièresi (¨) pot emprar-se anàlogament a l'accent circumflex per a marcar vocals llargues Ä /aː/, Ë /eː/, Ï /iː/, I Ü /yː/. També es pot emprar per a marcar la vocal llarga Ö /ɔː/, en qualsevol posicó.

Els dígrafs i trígrafs són:
- CS, per al so /ks/
- EU, per a /ø/ i pot portar diacrítics.
- OU per a /ɔw/ i pot portar diacrítics.
- SCC (també SC-C en ortografies més antigues) per a indicar el so /ʃtʃ/

## Vocabulari

### Comparació amb altres llengües romàniques
Vocabulari bàsic, escrit segons la grafia oficial de l'Académia Lingùstica do Brénno, comparat amb altres llengües romàniques:
| Lígur              | Català-Valencià | Francés          | Italià     | Castellà          | Romanés    |
| ------------------ | --------------- | ---------------- | ---------- | ----------------- | ---------- |
| péi/péia, pl. péie | pera, peres     | poire, poires    | pera, pere | pera, peras       | pară, pere |
| mei/méia, pl. méie | poma, pomes     | pomme, pommes    | mela, mele | manzana, manzanas | măr, mere  |
| çetrón             | llimona         | citron           | limone     | limón             | lămâie     |
| fîgo               | figa            | figue            | fico       | higo              | figa       |
| pèrsego            | préssec         | pêche            | pesca      | melocotón         | piersică   |
| frambôasa          | gerd            | framboise        | lampone    | frambuesa         | zmeură     |
| çêxa               | cirera          | cerise           | ciliegia   | cereza            | cireaşă    |
| meréllo            | maduixa         | fraise           | fragola    | fresa             | căpșună    |
| nôxe               | nou             | noix             | noce       | nuez              | nucă       |
| nissêua            | avellana        | noisette         | nocciola   | avellana          | alun       |
| bricòccalo         | albercoc        | abricot          | albicocca  | albaricoque       | caisă      |
| ûga                | raïm            | raisin           | uva        | uva               | struguri   |
| pigneu             | pinyó           | pignon de pin    | pinolo     | piñón             | pinion     |
| tomâta             | tomata          | tomate           | pomodoro   | tomate            | roșii      |
| articiòcca         | carxofa         | artichaut        | carciofo   | alcahofa          | anghinare  |
| êuvo               | ou              | oeuf             | uovo       | huevo             | ou         |
| cà/casa            | casa            | maison, domicile | casa       | casa              | casă       |
| ciæo               | clar            | clair            | chiaro     | claro             | clar       |
| éuggio             | ull             | oeil             | occhio     | ojo               | ochi       |
| bócca              | boca            | bouche           | bocca      | boca              | gură       |
| tésta              | cap             | tête             | testa      | cabeza            | ţeastă     |
| schénn-a           | esquena         | dos              | schiena    | espalda           | spinare    |
| bràsso             | braç            | bras             | braccio    | brazo             | braţ       |
| gànba              | cama            | jambe            | gamba      | pierna            | gambă      |
| cheu               | cor             | coeur            | cuore      | corazón           | inimă      |
| arvî               | obrir           | ouvrir           | aprire     | abrir             | deschidere |
| serrâ              | tancar          | fermer           | chiudere   | cerrar            | închidere  |

### Comparació dialectal
Comparació fonètica d'algunes de les varietats més representatives:
| Grafia oficial | Gènova       | Savona                | Carloforte      | Calizzano    | Albenga      | Ventimiglia   | La Spezia    | Novi Ligure   |
| -------------- | ------------ | --------------------- | --------------- | ------------ | ------------ | ------------- | ------------ | ------------- |
| ciù            | ['ʧy]        | ['ʧy]                 | ['ʧy]           | ['ʧy]        | ['ʧy]        | ['ʧy]         | ['ʧy]        | ['py]         |
| gianco         | ['ʤaŋku]     | ['ʤaŋku]              | ['ʤaŋku]        | ['ʤaŋku]     | ['ʤaŋku]     | ['ʤaŋku]      | ['ʤaŋko]     | ['bjaŋku]     |
| sciàmma        | ['ʃama]      | ['ʃɒma]               | ['ʃɒma]         | ['ʃɒma]      | ['ʃama]      | ['ʃama]       | ['fjama]     | ['fjɒma]      |
| conìggio       | [ku'niʤu]    | [ku'niʤu]             | [ku'niʤu]       | [ku'niju]    | [ku'niʤu]    | [ku'niʎu]     | [ko'niʤo]    | [ku'ni]       |
| famìggia       | [fa'miʤa]    | [fa'miʤa]             | [fa'miʤa]       | [fa'mija]    | [fa'mi:a]    | [fa'miʎa]     | [fa'miʤa]    | [fa'mi:a]     |
| spêgio         | ['spe:ʤu]    | ['spe:ʤu]             | ['ʃpe:ʤu]       | ['speju]     | ['spe: ʤu]   | ['speʎu]      | ['speʧo]     | ['spe:ʤu]     |
| töa, töua      | ['tɔ:a]      | ['tɔ:a]               | ['to:a]         | ['tɔɹa]      | ['tɔɹa]      | ['tɔwɹa]      | ['tɔ:a]      | ['tɔra]       |
| bronzìn        | [bruŋ'ziŋ]   | [bruŋ'ziŋ]/[preˈd͡ʒiŋ] | [bruŋ'ziŋ]      | [bɹuŋ'ziŋ]   | [bruŋ'ziŋ]   | -             | [broŋ'ziŋ]   | [bruŋ'zejŋ]   |
| scösâ          | [skɔ: 'sa:]  | [skɔ:'sɒ:]            | [ʃko: 'sɒ]      | [skɔ: 'sɒ:]  | [sku'sa]     | [skaw'sa]     | [sko'sa]     | [skusa'rejŋ]  |
| brico          | ['briku]     | ['briku]              | ['briku]        | ['bɹiku]     | ['briku]     | ['briku]      | ['briko]     | ['briku]      |
| mandìllo       | [maŋ'dilu]   | [maŋ'dilu]            | [maŋ'dilu]      | [maŋ'dilu]   | [maŋ'dilu]   | [maŋ'driʎu]   | [maŋ'dilo]   | [maŋ'dilu]    |
| ziàrdoa        | ['zja:rdwa]  | ['zjɒ:rdwa]           | ['ʤɒːrdja]      | -            | [zga'vadwa]  | [zga'vawduɹa] | [brilo'e:a]  | ['ʤɔrdura]    |
| çetrón         | [se'truŋ]    | [se'truŋ]             | [purtu'gɒ]      | [puɹtu'gɒlu] | [purtu'galu] | [purte'galu]  | [se'trɔŋ]    | [si'trɔŋ]     |
| bancâ          | [baŋ'ka:]    | [baŋ'kɒ:]             | [baŋ'kɒ]        | [baŋka'ɹɒ]   | [baŋka'ɹa]   | [baŋka'ɹa]    | [baŋka'a]    | [baŋka'ɹɒ]    |
| miâgia         | ['mja:ʤa]    | ['mjɒʤa]              | ['mjɒ:ʤa]       | [my'ɹɒja]    | [my'ɹaja]    | [my'ɹaʎa]     | ['mia:ʤa]    | [my'rɒja]     |
| fænn-a         | ['fɛ:ŋa]     | [fa'iŋa]              | ['fajna]        | [fa'ɹina]    | ['faɹina]    | ['faɹina]     | [fa'ina]     | [fa'rejŋna]   |
| lùnn-a         | ['lyŋa]      | ['lyŋa]               | ['lyŋa]/['lyɲa] | ['lyna]      | ['lyna]      | ['lyna]       | ['lyna]      | ['løjŋna]     |
| béive          | ['bejve]     | ['bɛjve]              | ['bajve]        | ['bɛjve]     | ['be:ve]     | ['beve]       | ['beve]      | ['bajve]      |
| méize          | ['mejze]     | ['mɛjze]              | ['majze]        | ['mɛjze]     | ['me:ze]     | ['meze]       | ['meze]      | ['majze]      |
| màsca          | ['maska]     | ['mɒska]              | ['mɒʃka]        | ['mɒska]     | ['maska]     | ['maska]      | ['maska]     | ['mɒska]      |
| crescentìn     | [kreʃeŋ'tiŋ] | [kreʃeŋ'tiŋ]          | [kreʃeŋ'tiŋ]    | [kɹeʃeŋ'tiŋ] | [kreʃeŋ'tiŋ] | [saŋ'ʤytu]    | [kreseŋ'tiŋ] | [kreseŋ'tɛiŋ] |

## Textos de mostra
Els primers testimonis escrits lígurs daten de finals del segle XII: la coneguda com a Declaració de Paxia i el poema Domna, tant vos ai prejada de Raimbaut de Vaqueiras.

### LaDichiarazione di Paxia
És el primer text conservat on l'element lígur predomina pel damunt del llatí -només present en les fórmules fixades de la introducció. Es tracta d'un document notarial escrit a Savona pels volts del 1180, on ja trobem el grafema X per representar un so africat (com en el nom propi Paxia provinent del llatí Pacem; en genovès 'Pau' ➔ Pâxe), o l'afebliment de la -t intervocàlica: Buada ('BUgada'; però avui dia genovès: Bugâ)

### Domna, tant vos ai prejada
El primer text literari lígur és un poema del trobador provençal Raimbaut de Vaqueiras compost pels volts de l'any 1190. En aquest Contrast el trobador es declara en llengua d'òc a una genovesa que el rebutja responent en genovès. Les diferències entre els manuscrits conservats, el fet que el lígur no fos la llengua de Raimbaut, i potser també el fet que el trobador el fes servir amb finalitat paròdica, dificulten l'estudi de la llengua del poema. En tot cas, a les recomposicions actuals hi trobem trets inequívocament lígurs:
Proenzal malaurao! / (..) Ni za voi no amerò;/ 25 Q’ e’ chu bello marì ò / Qe voi no se’, ben lo so! (..) / Voit’ acaveilar co mego? / Si lo sa lo meu marì, / Mal plait averai con sego! (..) / Poss' asì te cal de mi! / Meill varà, per sant Martì, / S'andai a ser Opetì, / 95 Qe dar v’ à fors' un roncì (..)
Alguns d'aquests trets són: 
- la desaparició de consonants intervocàliques, que en el cas dels participis verbals dona lloc a formes en -ao (que es mantenen en alguns dialectes lígurs; en genovès actual en -òu): proenzal malaurao!
- la palatalització del nexe llatí -PL com a l'adverbi Ciù, 'més', escrit Chu per Raimbaut,[12] (trobem l'adverbi també a l'estrofa genovesa del seu Descort Multilingue Eras quan vey verdeyar: "çhu fresca qe flor de glaio")